# Lebereck
Das Lebereck ist ein Berg im Bezirksteil Hütteldorf im 14. Wiener Gemeindebezirk Penzing. Es hat eine Höhe von 388 m ü. A.

## Geografie
Der Berg, eigentlich eine Bergflanke, die aber vom Tal als eigenständiger Berg erscheint, liegt östlich von Steinbach und ist einer westlichsten Berge Wiens. 
Am Lebereck gibt es einen im Jahr 1897 angelegte Versuch, einem damals 18-jährigen Buchenbestand mit unterschiedlicher Intensität zu durchforsten. Dieser Versuch läuft damit seit rund 125 Jahren und die Buchen sind beinahe 150 Jahre alt.